# Baschklingebach
Der Baschklingebach ist ein gut 1½ Kilometer langer, westlicher und linker Zufluss des Nonnenbachs im bayerischen Spessart, der im unterfränkischen Landkreis Aschaffenburg verläuft.

## Geographie

### Verlauf
Der Baschklingebach entspringt nordwestlich von Schmerlenbach und östlich des Gartenbergs (309 m ü. NHN) auf einer Höhe von etwa 259 m ü. NHN.

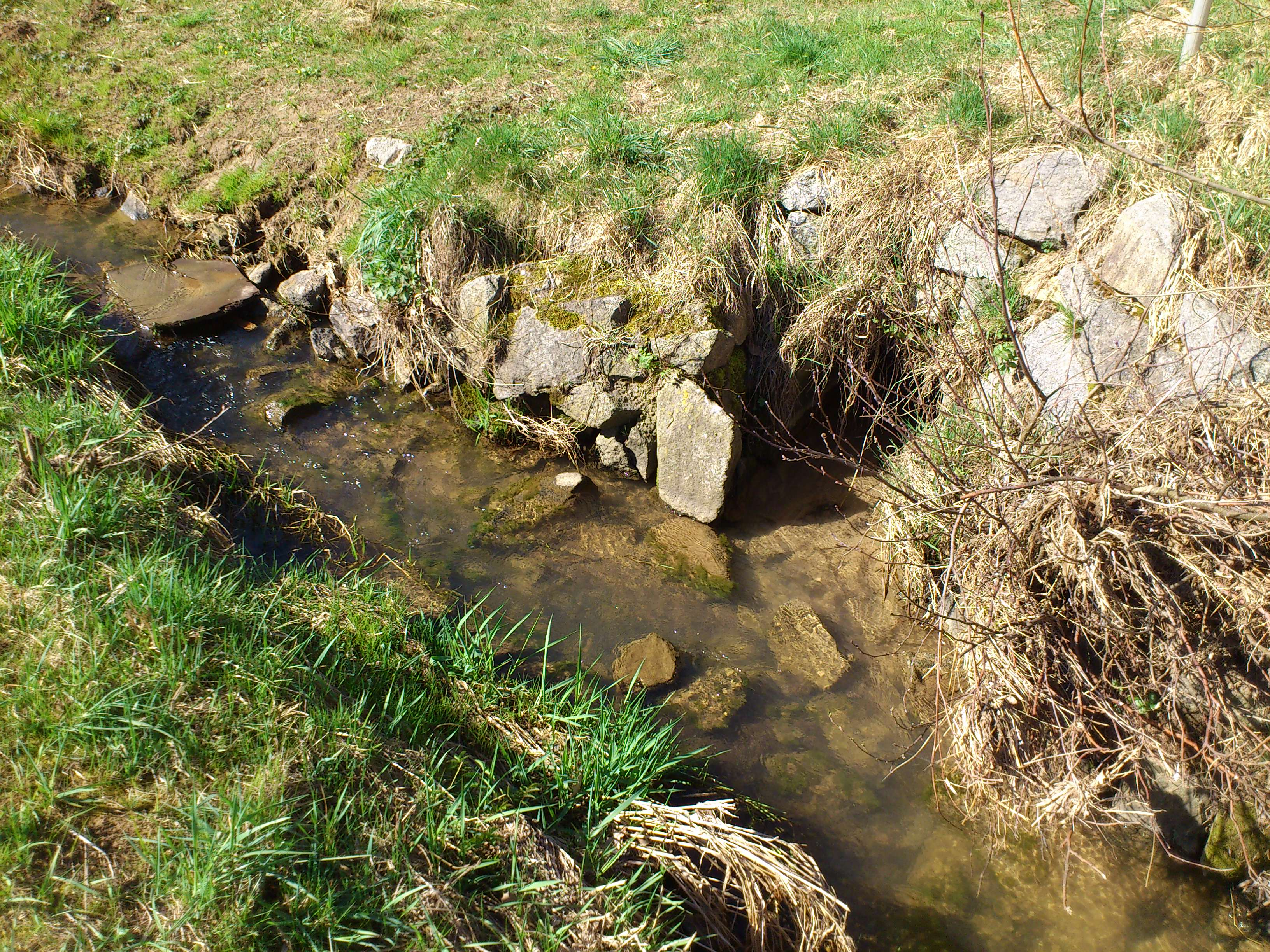
Der Baschklingebach (Rohr hinten) mündet in den Nonnenbach

Er fließt zunächst in östliche Richtung durch ein enges bewaldetes kerbtal und dann durch Felder und Wiesen.
Südlich des Pfarrdorfs Hösbach-Bahnhof mündet er auf einer Höhe von ungefähr 165 m ü. NHN von links in den aus dem Süden kommenden Nonnenbach.
Sein etwa 1,6 km langer Lauf endet ungefähr 94 Höhenmeter unterhalb seiner Quelle, er hat somit ein mittleres Sohlgefälle von etwa 59 ‰.

### Einzugsgebiet
Das 76 ha großes Einzugsgebiet des Baschklingebachs liegt im Vorderen Spessart und wird durch ihn über den Nonnenbach, die Aschaff, den Main und den Rhein zur Nordsee entwässert.

### Flusssystem Aschaff
- Fließgewässer im Flusssystem Aschaff